# Luis de Castresana y Rodríguez
Luis de Castresana y Rodríguez (Ugarte, barri de Valle de Trápaga-Trapagaran, 7 de maig de 1925 - Basurto, Bilbao, 17 de juliol de 1986) va ser un pintor, periodista i escriptor basc en llengua castellana.
Va cursar estudis en diversos centres docents espanyols i europeus. Va formar part del programa de nens coneguts com els «nens de la guerra», que el Govern d'Aguirre al País Basc (govern d'Euzkadi) va decidir evacuar cap a altres països com ara França, Bèlgica o Rússia per evitar als nens els horrors de la Guerra Civil (1936-1939). A partir d'aquesta experiència va escriure el seu llibre més famós, El otro árbol de Guernica, que va ser Premi Nacional de Literatura el 1967 i també va ser portat al cinema.
També va rebre el Premi Fastenrath de la Reial Acadèmia Espanyola amb Catalina de Erauso, la monja alférez i va ser finalista al Premi Planeta amb Retrato de una bruja el 1970.

## Biografia
Luis de Castresana y Rodríguez va néixer a Ugarte. José María Martín de Retana, en la seva Peripecia vital del escritor vasco-universal Luis de Castresana afirma que Castresana va néixer «a les deu de la nit, segons l'acta de naixement (Foli 49, número 97) del Registre Civil, a dos quarts d'onze post meridiem, segons el Llibre de Batejats de la parròquia de la Transfiguració on va ser cristianitzat deu dies després del dia set de maig de 1925 (Llibre 17, foli 132, número 67 de l'Arxiu Eclesiàstic del Valle de Trápaga)».
El seu pare va ser Juan Cruz Castresana Santa Cruz (1893-1947) i la seva mare va ser Carmen Rodríguez Arenzana (1898-1985). Luis de Castresana va tenir dos germans: Juan i Marieta. Els avis paterns van ser Antonio Castresana Iturribarria (1868-1946) i María Santa Cruz Otero (1864-1947). Els avis materns van ser Benito Rodríguez Portes i Gertrudis Arenzana Corrales Ventosa.
El pare de Luis de Castresana era republicà, de la Unió Republicana, i l'avi patern havia estat regidor de l'Ajuntament de Bilbao. Ell els va descriure així: «El meu pare i el meu avi eren torners; el meu avi matern va ser cotxer al vell hospital d'Atxuri.»
En esclatar la Guerra Civil, el Govern d'Euzkadi va decidir evacuar molts nens a altres països. En una d'aquestes evacuacions va marxar Luis de Castresana amb la seva germana. Van estar-se a França i a Bèlgica, on va realitzar els seus estudis.
Va fer el servei militar a Madrid, en el Regiment de Transmissions del Pardo. El 3 de gener de 1953, a les deu del matí, en la parròquia de San Vicente, es va casar amb Carmen Simpsom, filla del director de la companyia d'assegurances de Netes, on ell treballava. Van tenir un fill, Miguel.
Va ser corresponsal a Londres d'El Alcázar i després Pyresa, agència de premsa del Moviment. Posteriorment va passar al Pueblo, ja que Emilio Romero Gómez va voler que treballés en exclusiva per a aquest periòdic. També va col·laborar amb Blanco y Negro i ABC. Gràcies als molts viatges i estades en altres països parlava neerlandès, anglès, francès i llegia alemany. En una nota apareguda el 22 d'octubre de 1960 al diari Pueblo diu que va ser corresponsal i que durant dos anys va portar la prefectura dels serveis d'estranger de Pueblo. La nota també indica que portava el Tercer Programa de Ràdio Nacional d'Espanya. Aquells anys van ser els més productius en la vida de Castresana, ja que com a corresponsal escrivia molt i va publicar diversos llibres. Va treballar a Londres, Amsterdam i Orient Mitjà i en l'àmbit de la política internacional.
L'agost de 1957, sent corresponsal a Holanda del Pueblo, va fer un viatge al Pol Nord. Va recórrer tota la península Escandinava i va visitar els lapons. El viatge va durar dos mesos i li va permetre travessar tot Europa. Va ser una ocasió per enviar cròniques al seu periòdic, que després va reunir en un llibre: Europa de punta a punta. Després de ser corresponsal i treballar com a agregat cultural en l'ambaixada de Londres, va retornar a Madrid, on va començar a treballar en La Estafeta Literaria. Aviat deixaria aquest treball per dedicar-se exclusivament a la literatura o col·laborar en Televisió Espanyola al programa Libros que hay que tener.
En 1958 va ser designat com a veí de Madrid per l'alcalde, comte de Mayalde, per presenciar l'execució del cèlebre José María Jarabo.

## Obra
La seva obra tracta fonamentalment sobre problemes de l'existencialisme cristià, els horrors de la Guerra Civil Espanyola, la seva experiència en l'exili i la terra basca. La seva novel·la El otro árbol de Guernica va ser portada al cinema per Pedro Lazaga el 1969. En la novel·la es narra part de la peripècia personal de l'autor, a qui els seus pares van enviar a Bèlgica quan va esclatar la guerra. Els protagonistes són un grup de nens bascos a Brussel·les, on arriben a la recerca d'un refugi. Una samarreta de l'Athletic de Bilbao i un arbre al pati del col·legi es converteixen en el llaç d'unió d'aquests nens, amanit amb una dolça enyorança de la seva terra.

### Novel·les
- Cocktail de amor, circo y tragedia (Madrid, Masía Alonso, 1949)
- Los Wallace somos así (Bilbao-Madrid, La Nave, 1950)
- Nosotros los leprosos (Bilbao, Ed. ESM, 1950)
- Gente en el hotel (Madrid, Ed. Calleja, 1951)
- La posada del Bergantín (Barcelona, Ed. Caralt, 1953)
- Un puñado de tierra (Barcelona, Ed. Caralt, 1955)
- La muerte viaja sola (Madrid, Ed. Calleja, 1955)
- The Sower (Londres, Four Square Books, 1961)
- La frontera del hombres (Barcelona, Plaza & Janés, 1964)
- El otro árbol de Guernica (Bilbao, El Arenal, 1967)
- Adiós (Madrid, Prensa Española, 1969)
- Retrato de una bruja (Barcelona, Planeta, 1970)
- Orquídeas para la médium (Bilbao, La Gran Enciclopedia Vasca, 1976)
- Montes de hierro (Bilbao, La Gran Enciclopedia Vasca, 1982)
- El sembrador (Bilbao, El Correo Español-El Pueblo Vasco, 1986)

### Assaigs
- "Europa de punta a punta" (Bilbao, Ediciones Paulinas, 1960)
- "Inglaterra vista por los españoles" (Barcelona, Plaza & Janés, 1965)
- "Medicina pintoresca y peripatética" (Bilbao, Ediciones Paulinas, 1985)
- "Elogios, asperezas y nostalgias del País Vasco" (Bilbao, La Gran Enciclopedia Vasca, 1968)
- "La verdad sobre El otro árbol de Guernica" (Bilbao, La Gran Enciclopedia Vasca, 1972)
- "Do, re, mi y un poco de estética" (Bilbao, Amanecer, 1974)
- "Perfiles musicales" (Bilbao, Amanecer, 1974)

### Contes
- El sepulturero (Bilbao, Amanecer, 1946)
- Cuentos del dolor de vivir (Bilbao, R. Gil, 1984)
- Josechu y la señora (Madrid, 1953)
- Spaanse Verhalen (Utrech, Prisma Boeken, 1953)
- Maite y otras fabulaciones vascas (Madrid, Cunillera, 1972)
- Nadie moría en Ceánuri (Ediciones de la Caja de Ahorros Municipal de Bilbao, 1973)

### Biografies
- Dostoyevski (Barcelona, Caralt, 1953)
- Rasputín (Barcelona, Caralt, 1956)
- Neurotic or Saint (Londres, Aquin Press, 1962)
- El Padre Pío de Pietralcina (Ediciones Paulinas, 1962)
- Catalina de Erauso, la monja alférez (Madrid, Afrodisio Aguado, 1968)
- José María de Iparraguirre (Bilbao, Caja de Ahorros Vizcaína, 1976)

## Bibliografiía
- VVAA: Homenaje a Luis de Castresana, Colección Temas vizcaínos, año XIII, nº 150, Vizcaya, 1987.
- Jacinto Fontes Ariño: El mundo vasco en la obra de Luis de Castresana, Bilbao, La Gran Enciclopedia Vasca, 1972.
- José Gerardo Manrique de Lara: Luis de Castresana, escritor vasco en ejercicio, El libro español, 1975, pp. 451–453.